# تاریخچه ارباب حلقه‌ها
تاریخچهٔ ارباب حلقه‌ها (انگلیسی: The History of The Lord of the Rings) اثری چهار جلدی نوشتهٔ کریستوفر تالکین است که بین سال‌های ۱۹۸۸ و ۱۹۹۲ منتشر شده و روند نوشتن کتاب ارباب حلقه‌ها توسط جی. آر. آر. تالکین را مستند می‌کند.

## محتوا
این کتاب همچنین جلد ۶ تا ۹ کتاب تاریخ سرزمین میانه است و جلدهای آن شامل:
- بازگشت سایه (۱۹۸۸)
- خیانت آیزنگارد (۱۹۸۹)
- جنگ حلقه (۱۹۹۰)
- سائورون شکست خورد (۱۹۹۱)